# Ali Meçabih
Ali Meçabih (en árabe: علي مصابيح‎; Hammam Bou Hadjar, Argelia, 2 de abril de 1972) es un exfutbolista de Argelia que jugaba en la posición de delantero centro.

## Carrera

### Club
| Periodo   | Club                 |
| --------- | -------------------- |
| 1990-1991 | US Hammam Bou Hadjar |
| 1991–1993 | CR Témouchent        |
| 1993–1994 | ES Mostaganem        |
| 1994–2000 | MC Oran              |
| 2000–2001 | FC Martigues         |
| 2001-2002 | Grenoble Foot        |
| 2002-2003 | MC Oran              |
| 2003-2004 | USM Blida            |
| 2004      | USM Alger            |
| 2004-2005 | USM Blida            |
| 2005-2006 | MC Oran              |
| 2006-2008 | CS Constantine       |

### Selección nacional
Jugó para Argelia en 28 ocasiones de 1995 a 2001 y anotó 12 goles; participó en dos ediciones de la Copa Africana de Naciones.
| #   | Fecha                   | Sede                               | Rival           | Marcador | Resultado | Torneo                                                  |
| --- | ----------------------- | ---------------------------------- | --------------- | -------- | --------- | ------------------------------------------------------- |
| 1.  | 28 de noviembre de 1995 | Stade Omnisports, Libreville       | Camerún         | 1–0      | 4–0       | Amistoso                                                |
| 2.  | 28 de noviembre de 1995 | Stade Omnisports, Libreville       | Camerún         | 4–0      | 4–0       | Amistoso                                                |
| 3.  | 18 de enero de 1996     | Free State Stadium, Bloemfontein   | Sierra Leona    | 1–0      | 2–0       | Copa Africana de Naciones 1996                          |
| 4.  | 18 de enero de 1996     | Free State Stadium, Bloemfontein   | Sierra Leona    | 2–0      | 2–0       | Copa Africana de Naciones 1996                          |
| 5.  | 28 de mayo de 1996      | Sultan Qaboos Stadium, Mascate     | Omán            | 0–1      | 0–1       | Amistoso                                                |
| 6.  | 6 de octubre de 1996    | Stade du 5 Juillet, Algiers        | Costa de Marfil | 1–0      | 4–1       | Clasificación para la Copa Africana de Naciones de 1998 |
| 7.  | 6 de octubre de 1996    | Stade du 5 Juillet, Algiers        | Costa de Marfil | 2–0      | 4–1       | Clasificación para la Copa Africana de Naciones de 1998 |
| 8.  | 28 de junio de 2000     | Stade Chedly Zouiten, Tunis        | Túnez           | 0–2      | 2–2       | Amistoso                                                |
| 9.  | 9 de julio de 2000      | Stade Hassan II, Fez               | Marruecos       | 0–1      | 2–1       | Clasificación para la Copa Mundial de Fútbol de 2002    |
| 10. | 11 de marzo de 2001     | Cairo International Stadium, Cairo | Egipto          | 2–2      | 5–2       | Clasificación para la Copa Mundial de Fútbol de 2002    |

## Logros
- Copa de Argelia: 1996
- Algerian League Cup: 1996
- Arab Cup Winners' Cup: 1997, 1998
- Supercopa Árabe: 1999